# پانگ کیانیو
پانگ کیانیو (به چینی: 庞倩玉،  متولد ۱۳ نوامبر ۱۹۹۶) کشتی‌گیر آزادکار اهل چین است.
از افتخارات وی می‌توان به کسب مدال نقره المپیک ۲۰۲۰ توکیو و سه مدال برنز بازی‌های المپیک ۲۰۲۴ پاریس و قهرمانی کشتی جهان ۲۰۱۸ و قهرمانی کشتی جهان ۲۰۱۹ اشاره کرد.